# 王鶴棣
王鶴棣（1998年12月20日—），中國影視男演員、男歌手，出生於四川省樂山市，畢業於西南航空專修學院。2017年，参加優酷偶像真人秀節目《超次元偶像》，最終獲得總冠軍，正式進入演藝圈。2018年，主演的青春愛情劇《流星花園》播出，憑借道明寺一角在中國及海外嶄露鋒芒。2022年，主演的東方玄幻劇《蒼蘭訣》播出，憑借東方青蒼一角人氣高漲。2024年，主演改編自男頻小說的古裝懸疑劇《大奉打更人》，飾演男主角許七安。

## 早年經歷
王鶴棣出生於四川省樂山市，父母經營油炸店。他從小喜愛打籃球，偶像是勒布朗·詹姆斯。畢業於西南航空專修學院，在校期間被選中拍攝學校招生海報，成為空乘專業的形象代言人。 2016年，獲得首屆四川校園紅人盛典年度總冠軍。

## 演藝生涯

### 2017年：進入演藝圈
2017年，作為固定嘉賓參加優酷視頻綜藝真人秀《超次元偶像》，最終獲得總冠軍，從而正式進入演藝圈。比賽期間受到電視製作人柴智屏欽點，進入電視劇《流星花园》劇組進行演員培訓，並成功從全國3萬多報名者中脱穎而出。

### 2018-2021年：嶄露鋒芒
2018年，王鶴棣首度擔綱男主角，與官鴻、梁靖康、吳希澤等人組成「新F4」，主演青春爱情偶像剧《流星花园》，在劇中飾演「道明寺」，該劇在海外引起巨大迴響。
2019年8月，主演的勵志青春歷史革命劇《戰火中的青春》開機，在劇中飾演清華大學學生「程嘉樹」，該劇講述1937年到1946年大學生和教授在國立西南聯合大學的生活。
2020年1月，與宋伊人搭檔主演的古裝玄幻劇《將夜2》播出，在劇中飾演男主角「寧缺」，該角色於第一季時由陳飛宇演出。
2021年3月，搭檔秦嵐主演的現實主義情感話題劇《理智派生活》播出，在劇中飾演職場新人「祁曉」；5月，與祝緒丹主演的古裝仙俠網劇《遇龍》開播，在劇中飾演男主角「尉遲龍炎」。

### 2022年-至今：走紅

#### 成為《你好星期六》常駐嘉賓
2022年1月1日，湖南衛視新推綜藝節目《你好，星期六》正式播出，何炅帶領檀健次、王鶴棣、秦霄賢、李雪琴、丁程鑫、楊迪等常駐嘉賓共同主持，節目中主持群以“好6團”自稱。

#### 《蒼蘭訣》播出，人氣高漲
2022年8月7日，與虞書欣領銜主演的古裝仙俠劇《蒼蘭訣》在愛奇藝播出，在劇中飾演「東方青蒼」一角，與原著角色形象貼切，衝上媒體「角色指數榜」第八名，開播後王鶴棣演技大受好評，是繼流星花園後再度收穫無數粉絲，微博漲粉達數百萬，全平台漲粉過千萬，且該劇在愛奇藝開播14天後，站內熱度突破10000，成為愛奇藝第四部站內熱度值破萬的劇集，登頂愛奇藝191個海外國家及地區的榜單。
9月16日，中國代表性期刊《人物》發行由王鶴棣為封面人物的9月刊「少年棣的奇幻漂流」，並釋出一系列深度訪談影片；該雜誌不僅歷史悠久，其內容含括時尚、藝術、新聞等領域，主要鎖定當下中國有重大影響力的人物進行深度報導與採訪，此次的封面和報導也被肯定是職業生涯中的一項里程碑。
11月9日，經知名演員宋丹丹推薦入選「2022星辰大海青年演員優選計畫」最終名單，並與其他入選的40位青年演員於第35屆中國電影金雞獎閉幕式獻唱《青春向太陽》。星辰大海青年演員優選計畫是電影頻道用於發掘並培養有潛力的年輕演員的計劃，透過導演、演員、製片人推薦，每年於中国电影金鸡奖頒獎典禮期間公布，獲選青年演不僅在演藝上能獲得更多訓練，資源上也能獲得更多關注。

#### 主演《浮圖緣》、《以愛為營》、《大奉打更人》等熱播劇，多棲發展
2022年12月27日，與陳鈺琪領銜主演的古裝輕喜甜寵劇《浮圖緣》在愛奇藝播出，在劇中飾演宦官昭定司掌印「肖鐸」一角。該劇成為愛奇藝2022年度招商第一的影視劇，繼《蒼蘭訣》後，再次憑藉《浮圖緣》亮眼的成績，蟬聯愛奇藝尖叫之夜的「尖叫男神」殊榮。
2023年1月22日，與張雅欽領銜主演的合家歡喜劇網絡電影《抬頭見喜》上映，飾演IT理工男郭文翰。
2月21日，特邀出演的職場輕喜劇《今日宜加油》播出，在劇中飾演「白馬帥」。
4月23日，與周也主演的《戰火中的青春》（原名《我們的西南聯大》）在江蘇衛視首播，並在愛奇藝和優酷雙平台播出，在劇中飾演「程嘉樹」。
7月19日，主演的電視劇《大奉打更人》在浙江横店開機，在劇中飾演「許七安」。該劇改編至起點中文網賣報小郎君的同名男頻小說，由新麗傳媒、閱文集團、騰訊視頻聯合出品，講述了許七安屢破奇案，捲入朝堂危機的故事。《大奉打更人》小說長期穩定在銷售和月票榜前二，獲原創風雲榜2020年度男生總榜第四名，是2021年的爆款作品；在第六屆閲文原創IP盛典中，獲得“年度最佳作品”、“年度男頻人氣十強”、“年度東方幻想題材作品”及“年度影視改編期待作品”四項稱號，是備受矚目的小說影視化項目。
7月25日，參與作曲、演唱及MV製作的新歌《海邊探戈》正式上線。《海邊探戈》上線18天後，在抖音的使用人數突破一百萬。
8月14日，加盟微博《最美表演》，與導演溫仕培合作短片《戲中戲中戲》。
9月27日，以青年大使的身份，出席在福州舉行的第十屆絲綢之路國際電影節的閉幕式與頒獎典禮。絲綢之路國際電影節由國家電影局指導，中央廣播電視總台、福建省人民政府、陝西省人民政府主辦，是以「一帶一路」沿線國家為參與主體的國際電影節，也是中國繼上海國際電影節、北京國際電影節後，創辦的第三個大型國際性電影節。
11月3日，與白鹿主演的都市愛情劇《以爱为营》在芒果TV首播，並從11月5日起，在湖南衛視雙平台播出，在劇中飾演「時宴」。該劇成為當時芒果TV史上集均播放量及招商第一的影視劇。
2024年12月20日，主演的英雄成長、東方玄幻古裝電視劇《大奉打更人》舉行定檔盛典直播。12月28日，《大奉打更人》在央視八套及騰訊視頻雙平台首播，Disney+、Viu等13個國際平台同步播出，並被翻譯成14種語言，王鶴棣在劇中飾演「許七安」。
2025年1月11日，《大奉打更人》站內熱度破30000，進入騰訊視頻「爆款俱樂部」。該劇成為中國影視劇史上全平台招商時長第一的劇集，並創下海外版權歷史第一的記錄。
1月31日，領銜主演由魏書鈞執導的電影《青春夢》亮相2025年第54屆鹿特丹國際電影節（IFFR）的海港（Harbour）展映單元。
2月24日，與宋茜領銜主演、由韓延執導的奇幻電影《星河入夢》宣布將於7月5日上映。4月16日，電影製作團隊宣布，由於影片後期特效製作量增加，無法按原計劃時間完成製作。為確保影片質量，原定於7月5日上映的電影《星河入夢》將延期上映。
4月30日，由王鶴棣領銜主演、丁黑執導的古裝仙俠劇《鹹魚飛升》於浙江金華方岩風景區石鼓寮影視城正式開機。

## 其他經歷

### 擔任品牌主理人
2022年12月20日，王鶴棣在24歲生日微博直播上介紹自創服裝品牌理念，正式官宣成立個人品牌D.Desirable，並出任品牌主理人。

### 入選NBA名人賽
2024年2月17日，獲邀出席NBA全明星名人赛，上場21分鐘砍下18分，創下中國明星名人賽的歷史紀錄，幫助香農夏普隊逆轉取勝。
2025年2月14日，再次獲邀出席2025NBA全明星名人賽，是賽場上唯一的亞洲面孔，代表邦兹隊替補上場約4分鐘，貢獻2分4籃板，最終取得勝利。

## 影視作品

### 電影
| 年份   | 劇名         | 角色   | 備註                                                              |
| 2023年 | 《抬頭見喜》 | 郭文翰 | 網絡電影 （單元劇《姥爺勇闖元宇宙》）                             |
| 2025年 | 《青春夢》   | 棣棣   | 入圍2025年第54届鹿特丹國際電影節（IFFR）的海港（Harbour）展映單元 |
| 2025年 | 《星河入夢》 | 徐天彪 | 上映日期待定。                                                    |

### 電視劇／網路劇
| 年份   | 播出平台                | 劇名             | 角色                 | 備註       |
| 2018年 | 湖南衛視 芒果TV Netflix | 《流星花園》     | 道明寺               |            |
| 2020年 | 騰訊視頻                | 《将夜2》        | 寧缺                 | 網絡劇     |
| 2021年 | 湖南衛視 芒果TV Netflix | 《理智派生活》   | 祁曉                 |            |
| 2021年 | 騰訊視頻                | 《遇龍》         | 尉遲龍炎/龍玉池/隆言 | 網絡劇     |
| 2022年 | 愛奇藝 Netflix          | 《蒼蘭訣》       | 東方青蒼             | 網絡劇     |
| 2022年 | 愛奇藝                  | 《浮圖緣》       | 肖鐸                 | 網絡劇     |
| 2023年 | 愛奇藝                  | 《今日宜加油》   | 白馬帥               | 網絡劇     |
| 2023年 | 江蘇衛視 優酷 愛奇藝    | 《戰火中的青春》 | 程嘉樹               | 2019年拍攝 |
| 2023年 | 湖南衛視 芒果TV Netflix | 《以愛為營》     | 時宴                 |            |
| 2024年 | 央視八套 騰訊視頻       | 《大奉打更人》   | 許七安/楊凌          | [ 40 ]     |
| 待播   | 優酷                    | 《黑夜告白》     | 冉方旭               | 網絡劇     |
| 待公布 | 湖南衛視 芒果TV         | 《鹹魚飛升》     | 宋潛機               |            |

### 常駐綜藝
| 年份   | 日期                            | 播出平台        | 節目                                 | 備註         |
| 2017年 | 6月6日－8月15日                 | 優酷            | 《超次元偶像》                       | 總冠軍       |
| 2018年 | 10月12日－ 2019年1月4日         | 湖南衛視 芒果TV | 《亲爱的·客栈（第二季）》            | [ 42 ]       |
| 2018年 | 9月15日                         | 騰訊視頻        | 《2018 超級企鵝聯盟：紅藍大戰》      | [ 43 ]       |
| 2019年 | 7月2日                          | 騰訊視頻        | 《2019 超級企鵝聯盟 Super3：星斗場》 | [ 44 ]       |
| 2020年 | 7月31日                         | 愛奇藝          | 《我在頤和園等你》                   | 第5期~第10期 |
| 2020年 | 7月31日－9月30日                | 湖南衛視 芒果TV | 《元氣滿滿的哥哥（第一季）》         | [ 46 ]       |
| 2020年 | 9月17日－11月7日                | 騰訊視頻        | 《2020 超級企鵝聯盟 Super3：星斗場》 | [ 47 ]       |
| 2022年 | 1月1日－5月21日 7月23日－播映中 | 湖南衛視 芒果TV | 《你好，星期六》                     |              |
| 2022年 | 6月12日－8月21日                | 騰訊視頻        | 《五十公里桃花塢（第二季）》         | 海邊篇       |
| 2022年 | 7月2日－7月24日                 | 快手            | 《打球嘛朋友》                       | [ 49 ]       |
| 2022年 | 7月21日－9月24日                | 抖音 湖北衛視   | 《全力以赴的行動派》                 | [ 50 ]       |
| 2023年 | 5月28日－8月6日                 | 騰訊視頻        | 《五十公里桃花塢（第三季）》         | 山野篇       |
| 2024年 | 5月23日－8月9日                 | 優酷            | 《說唱夢工廠》                       | 夢想見證官   |
| 2024年 | 5月25日－7月28日                | 騰訊視頻        | 《五十公里桃花塢（第四季）》         | 曠野篇       |

## 音樂作品

### 數位單曲
| 年份   | 發行日期 | 曲目       | 收錄專輯                       | 合作藝人             |
| 2019年 | 10月30日 | 大中國     | 《青春為祖國歌唱》第二輯經典篇 | 吳希澤、趙志偉       |
| 2019年 | 12月20日 | Miss Me    | 不適用                         | Ty.                  |
| 2021年 | 4月14日  | Hello      | 不適用                         | Gibb-Z、GeorgeSlay   |
| 2021年 | 5月15日  | 想要抓住你 | 不適用                         | Gibb-Z               |
| 2022年 | 8月26日  | 重慶得行   | 不適用                         | Bridge、GAI、張顏齊  |
| 2023年 | 7月25日  | 海邊探戈   | 不適用                         | 王齊銘、朴鯊         |
| 2024年 | 7月22日  | 燒         | 不適用                         | 朴鯊                 |
| 2024年 | 9月25日  | 逐光       | 不適用                         | 張含韻               |
| 2024年 | 10月28日 | 湖邊迪斯科 | 不適用                         | 王齊銘、朴鯊、肖懿文 |

### 數位專輯

#### 《少年夢》
發行日期: 2024年12月16日
厂牌: Seewe

製作人: K Eleven
| 線上下載 串流媒體 | 線上下載 串流媒體 | 線上下載 串流媒體             | 線上下載 串流媒體 |
| 曲序              | 曲目              | 表演藝人                      | 时长              |
| ----------------- | ----------------- | ----------------------------- | ----------------- |
| 1.                | 避風塘            | 王鶴棣、王齊銘                | 3:15              |
| 2.                | 安全感            | 王鶴棣、王齊銘、朴鯊          | 2:48              |
| 3.                | 小霸王            | 王鶴棣、王齊銘、朴鯊、 布瑞吉 | 3:06              |
| 4.                | No Fly Zone       | 王鶴棣、王齊銘、朴鯊          | 2:30              |
| 5.                | Trip to LA        | 王鶴棣、 24kGoldn             | 2:45              |
| 6.                | 低級錯誤          | 王鶴棣、王齊銘、朴鯊          | 2:47              |
| 7.                | 爬坡上坎          | 王鶴棣、王齊銘、朴鯊          | 3:44              |
| 8.                | 命                | 王鶴棣、朴鯊、雾都L4WUDU      | 3:16              |
| 9.                | Dream Car         | 王鶴棣、王齊銘、朴鯊          | 2:55              |
| 10.               | 如果哪天我不帥了  | 王鶴棣、王齊銘、朴鯊          | 3:56              |
| 总时长：          | 总时长：          | 总时长：                      | 31:02             |

### OST 影視原聲帶/主題曲
| 年份   | 歌曲名稱        | 影視劇                   | 性質   | 合作藝人 |
| 2017年 | We Are Dreamers | 超次元偶像               | 主題曲 | 李熹子、阿沁、馬思超 |
| 2018年 | For you         | 流星花園                 | 片頭曲 | 官鴻、梁靖康、吳希澤 |
| 2018年 | 創造回憶        | 流星花園                 | 插曲   | 官鴻、梁靖康、吳希澤 |
| 2018年 | 從來沒想到      | 流星花園                 | 插曲   | 官鴻、梁靖康、吳希澤 |
| 2018年 | 非同小可        | 流星花園                 | 插曲   | [ 60 ] |
| 2018年 | 想都不用想      | 流星花園                 | 插曲   | |
| 2018年 | 開學第一課      | 2018 開學第一課          | 主題曲 | 官鴻、梁靖康、吳希澤 |
| 2019年 | 神奇的漢字      | 神奇的漢字               | 主題曲 | 胡一天、黃明昊、仝卓、尤長靖 |
| 2020年 | 不怨            | 将夜2                    | 片尾曲 | 宋伊人 |
| 2021年 | 懂              | 理智派生活               | 片尾曲 | 秦嵐 |
| 2022年 | 想和你          | 蒼蘭訣                   | 推廣曲 | 虞書欣 |
| 2023年 | 剛好 2023       | 五十公里桃花塢（第三季） | 主題曲 | 張國立、宋丹丹、周一圍、王傳君、江疏影、宋茜、湯晶媚、汪蘇瀧、鳥鳥、宋伊人、孫怡、徐志勝、李雪琴、李嘉琦、敖瑞鵬、孟子義、任敏、尹浩宇 |
| 2023年 | 321 看          | 你好，星期六             | 主題曲 | 何炅、檀健次、秦霄賢、丁程鑫、楊迪、吳澤林                                                                                             |

## 公益活動
| 年份   | 活動名稱                       | 頭銜             | 備註 |
| 2022年 | QQ瀏覽器 99公益日              | 小紅花公益築夢官 |      |
| 2022年 | 第七屆人人都是志願者計劃       | 明星志願者       |      |
| 2023年 | 中國綠化基金會                 | 濕地保護大使     |      |
| 2023年 | 99公益日                       | 愛心傳播官       |      |
| 2023年 | 人人公益節                     | 好事推薦官       |      |
| 2024年 | QQ瀏覽器 久久公益節            | 愛心傳播官       |      |
| 2024年 | 新浪四川第十屆一本愛心公益活動 | 愛心大使         |      |
| 2025年 | 萬達影城                       | 公益推廣大使     |      |

## 獲獎紀錄

### 大型頒獎典禮獎項
| 年份   | 時間     | 典禮活動                         | 獎項                         | 作品               | 結果 |
| 2019年 | 1月20日  | 2018-2019 中國文娛金數據發布盛典 | 年度電視劇綜合影響力新人獎   | 不適用             | 獲獎 |
| 2022年 | 11月9日  | 第35届中国电影金鸡奖             | 2022星辰大海青年演員優選計劃 | 《蒼蘭訣》         | 入選 |
| 2022年 | 11月29日 | 2022 微博視界大會·微光盛典       | 年度矚目演員                 | 《蒼蘭訣》         | 獲獎 |
| 2022年 | 12月15日 | 智族GQ MOTY年度人物盛典          | 年度青年演員                 | 不適用             | 獲獎 |
| 2022年 | 12月16日 | 第35届華鼎獎                     | 華語古裝題材電視劇最佳男演員 | 《蒼蘭訣》         | 提名 |
| 2023年 | 1月14日  | 2022愛奇藝尖叫之夜               | 尖叫男神                     | 《蒼蘭訣》         | 獲獎 |
| 2023年 | 3月25日  | 2022微博之夜                     | 微博年度矚目演員             | 不適用             | 獲獎 |
| 2023年 | 10月27日 | 第九屆文榮獎                     | 最佳青年劇集男演員           | 《蒼蘭訣》         | 獲獎 |
| 2023年 | 11月25日 | 2023愛奇藝尖叫之夜               | 尖叫男神                     | 《浮圖緣》         | 獲獎 |
| 2023年 | 12月17日 | 2023騰訊視頻星光大賞             | 年度節目新銳之星             | 《五十公里桃花塢》 | 獲獎 |
| 2023年 | 12月17日 | 2023騰訊視頻星光大賞             | VIP之星                      | 不適用             | 獲獎 |
| 2024年 | 1月13日  | 2023微博之夜                     | 年度矚目演員                 | 不適用             | 獲獎 |
| 2024年 | 1月27日  | 閱文全球華語IP盛典               | 年度影響力IP演員             | 《大奉打更人》     | 獲獎 |
| 2024年 | 11月5日  | 2024微博視界大會                 | 年度期待演員                 | 《大奉打更人》     | 獲獎 |
| 2025年 | 1月4日   | 2024騰訊視頻星光大賞             | 年度海外最具號召力藝人       | 不適用             | 獲獎 |
| 2025年 | 1月4日   | 2024騰訊視頻星光大賞             | 年度最受歡迎電視劇演員       | 《大奉打更人》     | 獲獎 |
| 2025年 | 1月4日   | 2024騰訊視頻星光大賞             | VIP之星                      | 不適用             | 獲獎 |
| 2025年 | 1月11日  | 2024微博之夜                     | 年度熱度演員                 | 不適用             | 獲獎 |
| 2025年 | 2月28日  | 閱文IP盛典                       | 年度影響力演員               | 《大奉打更人》     | 獲獎 |

### 榮譽榜
| 年份   | 頒獎機構            | 榜單名稱                | 排名   | 結果 |
| 2018年 | Famous STAR 101     | 2018年全球最帅男子TOP10 | 第6名  | 上榜 |
| 2018年 | 2018微博娱乐白皮书  | 最具人气男演员TOP10     | 第9名  | 上榜 |
| 2018年 | 2018微博娱乐白皮书  | 最受欢迎新锐男演员TOP10 | 第3名  | 上榜 |
| 2022年 | 新浪-95后演員新勢力 | 四小生                  | 第3名  | 入選 |
| 2022年 | 《TC Candler》      | 全球百大帥哥            | 第39名 | 上榜 |
| 2023年 | 《TC Candler》      | 全球百大帥哥            | 第44名 | 上榜 |
| 2024年 | 《TC Candler》      | 全球百大帥哥            | 第72名 | 上榜 |

## 其他活动

### 見面會
| 年份   | 日期    | 活動名稱                            | 城市         | 備註                                                          |
| 2019年 | 3月15   | 《Fan Meet Bigroll X F4》           | 泰國曼谷     | Taokaenoi 品牌粉絲見面會，與新F4                              |
| 2019年 | 7月20   | 《Dylan Wang Fun Meet》             | 菲律賓馬尼拉 | Bench 品牌粉絲見面會                                          |
| 2019年 | 8月25   | 《Taokaenoi X F4》                  | 泰國曼谷     | Taokaenoi 品牌粉絲見面會，與新F4                              |
| 2020年 | 1月12日 | 《The Real Me》                     | 中国北京     |                                                               |
| 2022年 | 9月17日 | 《蒼蘭訣花好月圓夜暨VIP專享見面會》 | 中国浙江     | 與 虞書欣、徐海乔、郭晓婷、张凌赫、林柏叡、洪潇、张宸逍、程梓 |

### 演唱會
| 年份   | 日期     | 活動名稱                  | 城市     | 備註                                            |
| 2024年 | 12月28日 | 《D.party演唱會泰國首站》 | 泰國曼谷 | 與 王齊銘、朴鯊、布瑞吉、霧都、24KGoldn、肖懿文 |

## 附錄

## 外部連結
- 王鶴棣的新浪微博
- 王鶴棣的Instagram帳戶
- 王鶴棣在豆瓣上的资料（简体中文）
- 王鶴棣在互联网电影资料库（IMDb）上的資料（英文）